# Mistrovství světa v biatlonu 1981
Mistrovství světa v biatlonu 1981 se konalo od 10. do 15. února 1981 na biatlonovém stadionu ve finském Lahti (vlastní závody probíhaly od 12. do 15. února).
Jednalo se o 18. ročník mistrovství světa v biatlonu. Výsledky závodů na šampionátu se započítávaly do celkového pořadí světového poháru.
Na mistrovství byl nejúspěšnější Východoněmecký tým, který získal celkem 3 medaile, z toho dvě zlaté. Největší zásluhu na tom měl Frank Ullrich, který zvítězil ve sprintu a ve štafetách. Navíc obsadil druhé místo z vytrvalostního závodu a stal se tak nejúspěšnějším závodníkem mistrovství. Největším překvapením mistrovství bylo vítězství Fina Heikkiho Ikoly ve vytrvalostním závodě podobně jako bronzová medaile Francouze Yvona Mougela ze sprintu. Zklamání naopak přineslo mistrovství domácího Keja Kuntoly, který byl zcela bez medaile. Zcela bez medaile pak zůstal Erik Kvalfoss, 3. muž světového poháru.
Pro československé reprezentanty bylo toto mistrovství medailově neúspěšné. Ve vytrvalostním závodě odsadil nejlepší Čechoslovák Peter Zelinka na 22. místě. Ve sprintu byl nejlepší Peter Zelinka 17. A ve štafetách byli Jaromír Šimůnek, Josef Skalník, Zdeněk Hák a Peter Zelinka na 7. místě.
| Středisko                               | Stát     | Pořadatelství předchozích MS |
| --------------------------------------- | -------- | ---------------------------- |
| Biathlon Stadium Hochfilzen, Hochfilzen | Rakousko | 1978                         |
| Chimegau Arena, Ruhpolding              | Německo  | 1979                         |
| Lahti Stadium, Lahti                    | Finsko   | Nekonalo se                  |

| Den | Datum     | Disciplína         | Začátek (SEČ) | Počet závodníků |
| --- | --------- | ------------------ | ------------- | --------------- |
| Čt  | 12. února | Vytrvalostní závod | ?             | 78              |
| So  | 14. února | Sprint             | ?             | 80              |
| Ne  | 15. února | Štafeta            | ?             | 20 týmů         |